# Claudio Torelli
Claudio Torelli (Parma, 23 de enero de 1954) fue un ciclista italiano que fue profesional entre 1978 y 1986. En su palmarés destaca una victoria de etapa al Giro de Italia de 1981. 

## Palmarés
- 1974
  - Vencedor de una etapa del Baby Giro
- 1977
  - 1.º en el Trofeo Papó Cervi
- 1981
  - 1.º en Monzano
  - Vencedor de una etapa del Giro de Italia
  - Vencedor de una etapa del Giro del Trento
  - Vencedor de una etapa del Giro de la Pulla
- 1983
  - 1.º en el Trofeo Laigueglia

### Resultados al Giro de Italia
- 1978. Abandona (15.ª etapa)
- 1979. 49.º de la clasificación general
- 1980. Abandona (7.ª etapa)
- 1981. 34.º de la clasificación general. Vencedor de una etapa
- 1982. 31.º de la clasificación general
- 1983. 83.º de la clasificación general
- 1984. 46.º de la clasificación general
- 1985. 101.º de la clasificación general